# 埃弗里特冰原島峰
85°28′S 176°40′W / 85.467°S 176.667°W
埃弗里特冰原島峰（英語：Everett Nunatak），是南極洲的冰原島峰，位於杜費克海岸，處於羅伯茲山東北面的薩內韋爾德冰川西南岸，現時由南極條約體系管理。